# Bainbridge (Nueva York)
Bainbridge es un pueblo ubicado en el condado de Chenango en el estado estadounidense de Nueva York. En el año 2000 tenía una población de 3401 habitantes y una densidad poblacional de 38.3 personas por km².

## Geografía
Bainbridge se encuentra ubicado en las coordenadas 42°18′0″N 75°30′0″O / 42.30000, -75.50000.

## Demografía
Según la Oficina del Censo en 2000 los ingresos medios por hogar en la localidad eran de $37 219, y los ingresos medios por familia eran $41 625. Los hombres tenían unos ingresos medios de $28 009 frente a los $25 533 para las mujeres. La renta per cápita para la localidad era de $17 832. Alrededor del 10.9% de la población estaban por debajo del umbral de pobreza.